# Некрополь

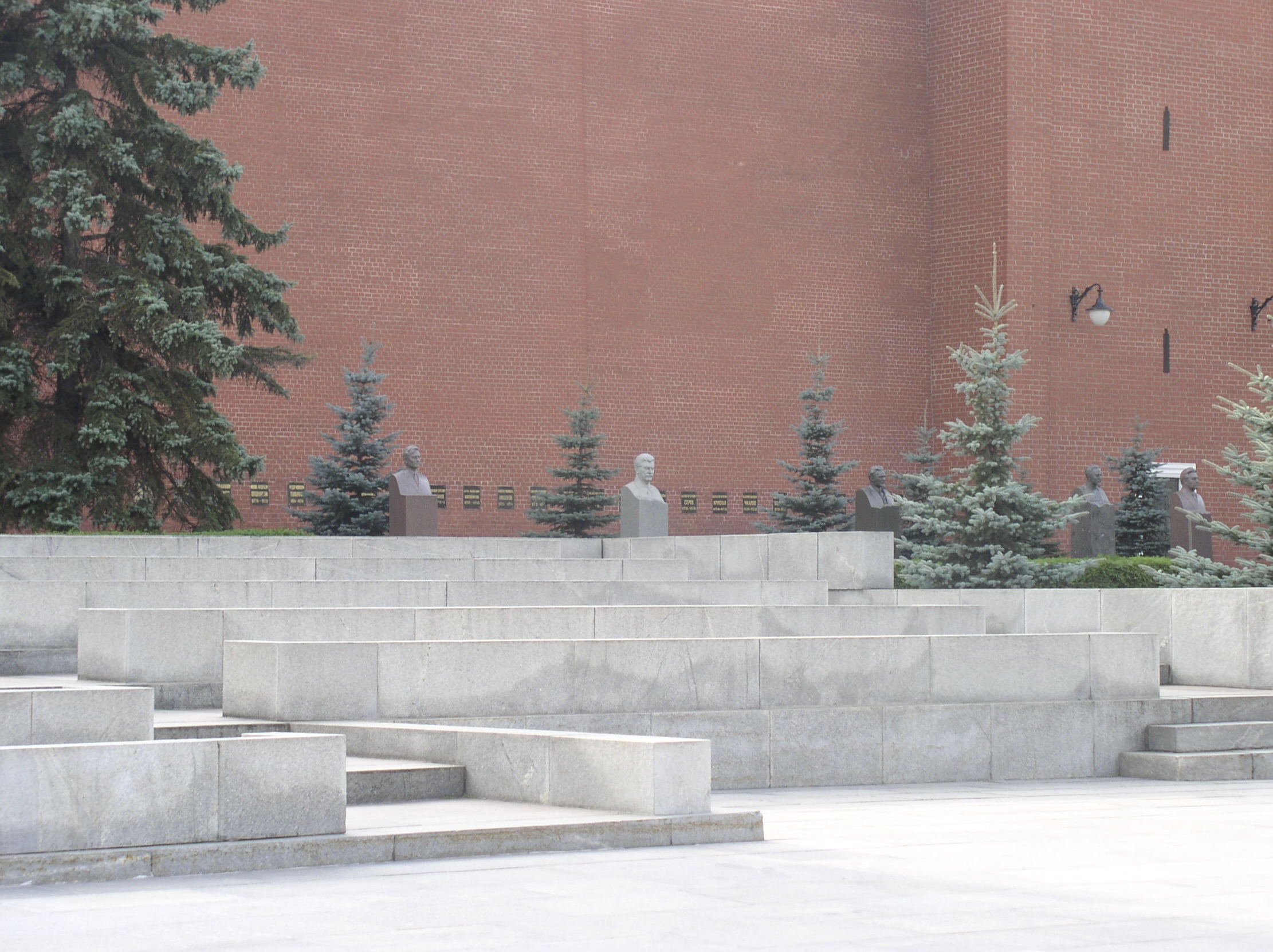
Главный некрополь России — у Кремлёвской стены

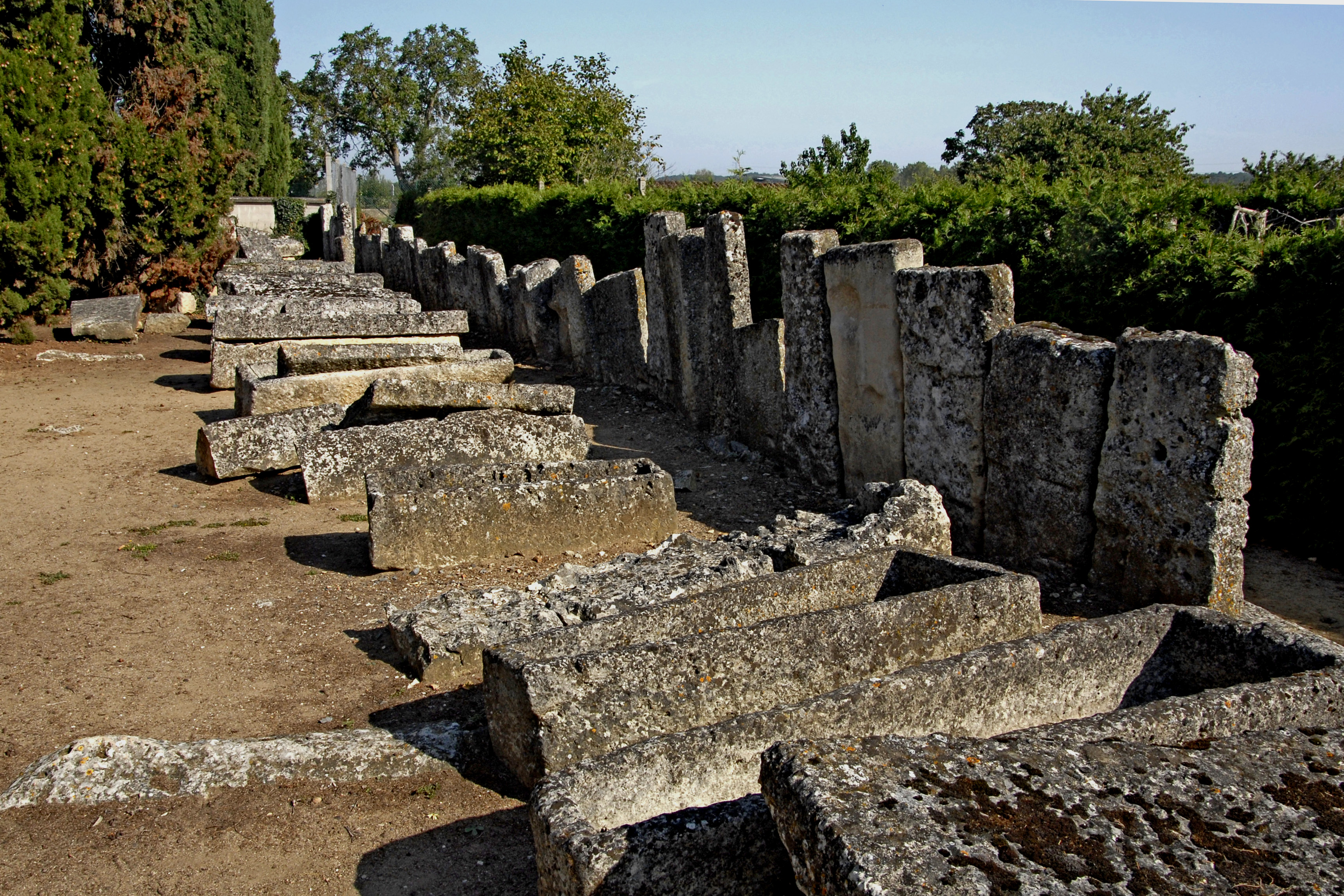
Некрополь в Сиво (Франция)

Некро́поль (дословно: «город мёртвых», др.-греч. νεκρός (nekros) — «мёртвый», πόλις (polis) — «город») — комплекс погребений, большое кладбище. В древнем мире некрополь — комплекс сооружений (подземные галереи, склепы, камеры), расположенное на окраине древних городов (в Египте, Малой Азии, Этрурии), с гробницами и каменными надгробиями. В частности, так называют, например, Дипилонский некрополь в древних Афинах, в Древнем Египте — некрополь города Фивы с гробницами фараонов и знати, и многие другие сооружения. Некрополем также обычно называли могильник или место большого количества захоронений.

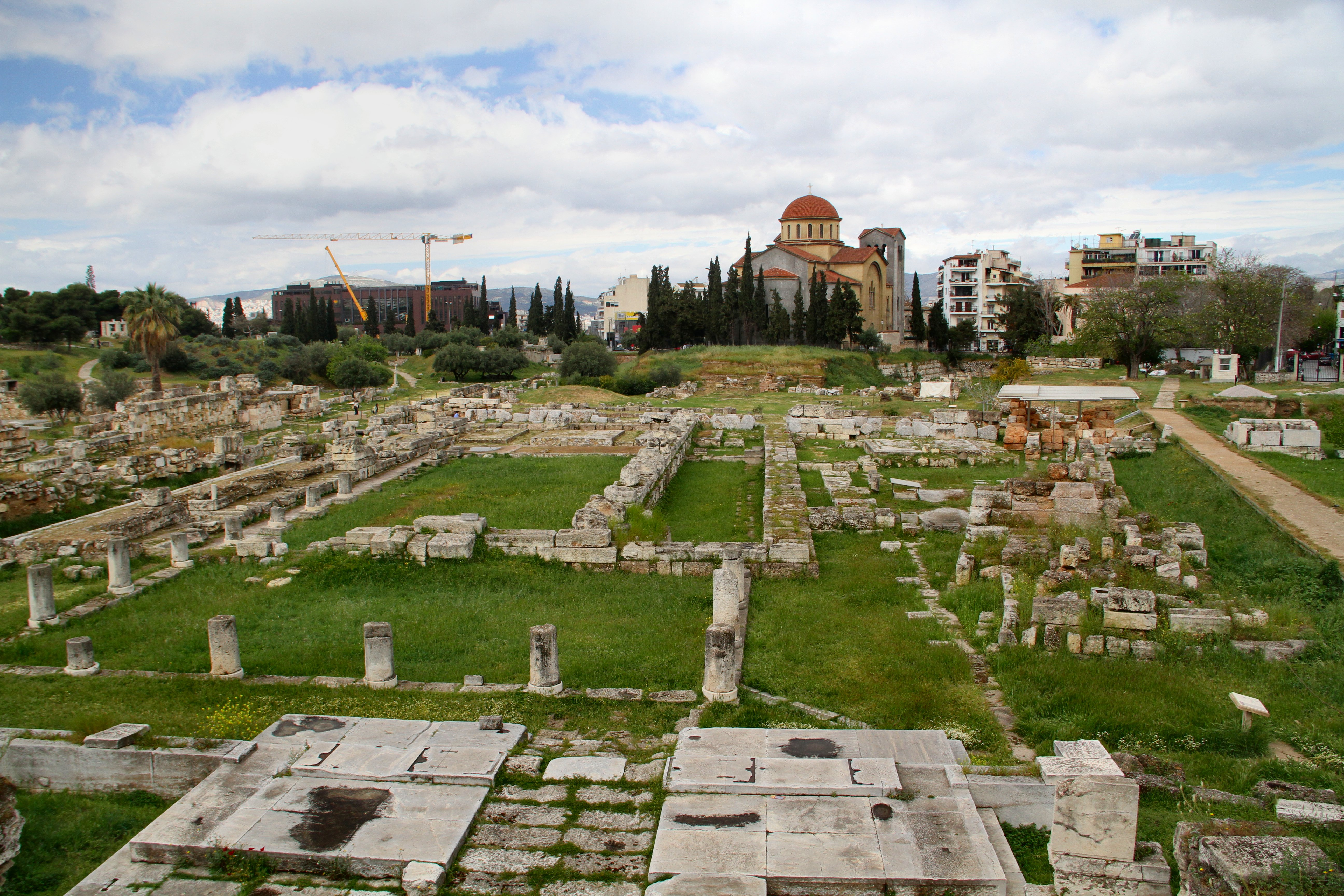
Некрополь в афинском районе Керамика

Некрополи этрусков по масштабам напоминают скальные гробницы стран Востока и не имеют аналогов в древнегреческой или древнеримской архитектуре. Знать строила их для обеспечения своей загробной жизни в виде дворцов, повторяющих планировку жилых домов. Склепы украшались фресками и заполнялись драгоценной утварью.
Римляне чаще располагали некрополи вдоль дорог для напоминания живущим о подвигах предков (наиболее известный — Римские катакомбы вдоль Аппиевой дороги).
Бог погребальных ритуалов у древних египтян — Анубис — был также богом некрополей.